# أغبلاغ سفلي (ورزقان)
أغبلاغ سفلي هي قرية في مقاطعة ورزقان، إيران. عدد سكان هذه القرية هو 1,285 في سنة 2006.